# Rhynchostylis
Chi Rhynchostylis, viết tắt là Rhy trong ngành kinh doanh cây cảnh, là một thành viên của họ Lan, bao gồm 6 loài đặc hữu to Ấn Độ, Malaysia, Indonesia và Philippines.

## Hình ảnh

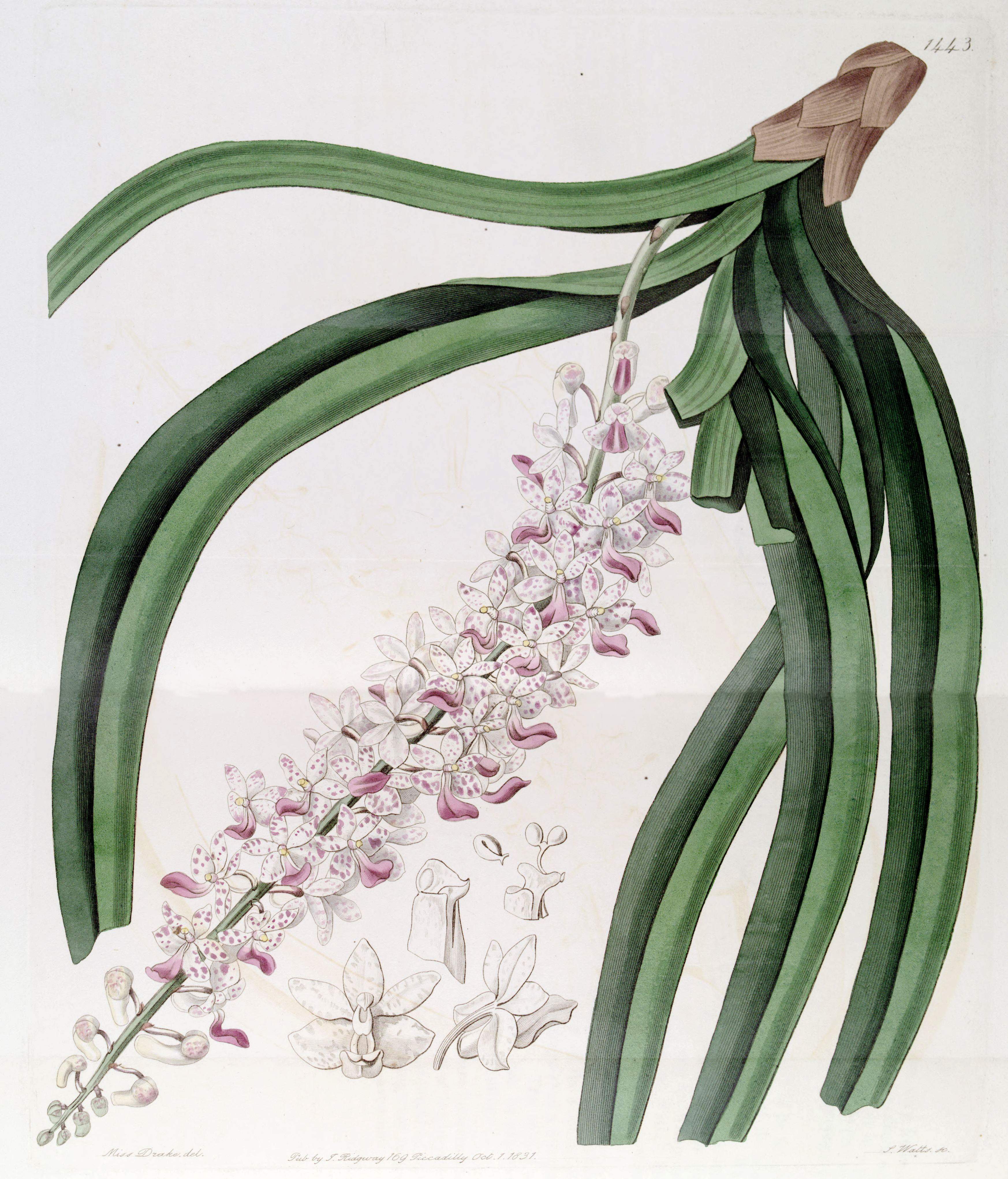
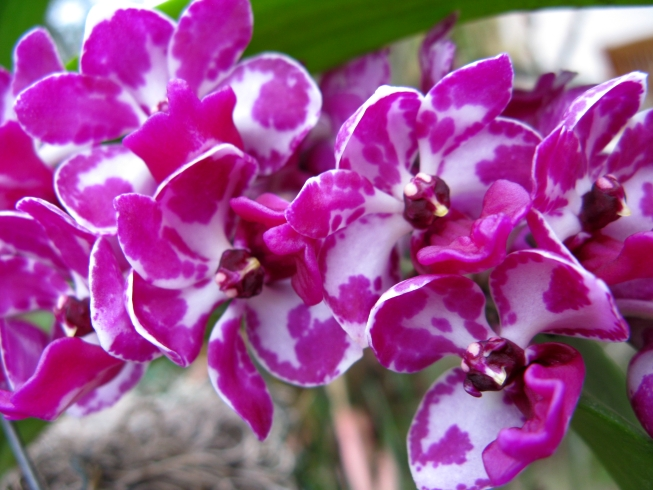
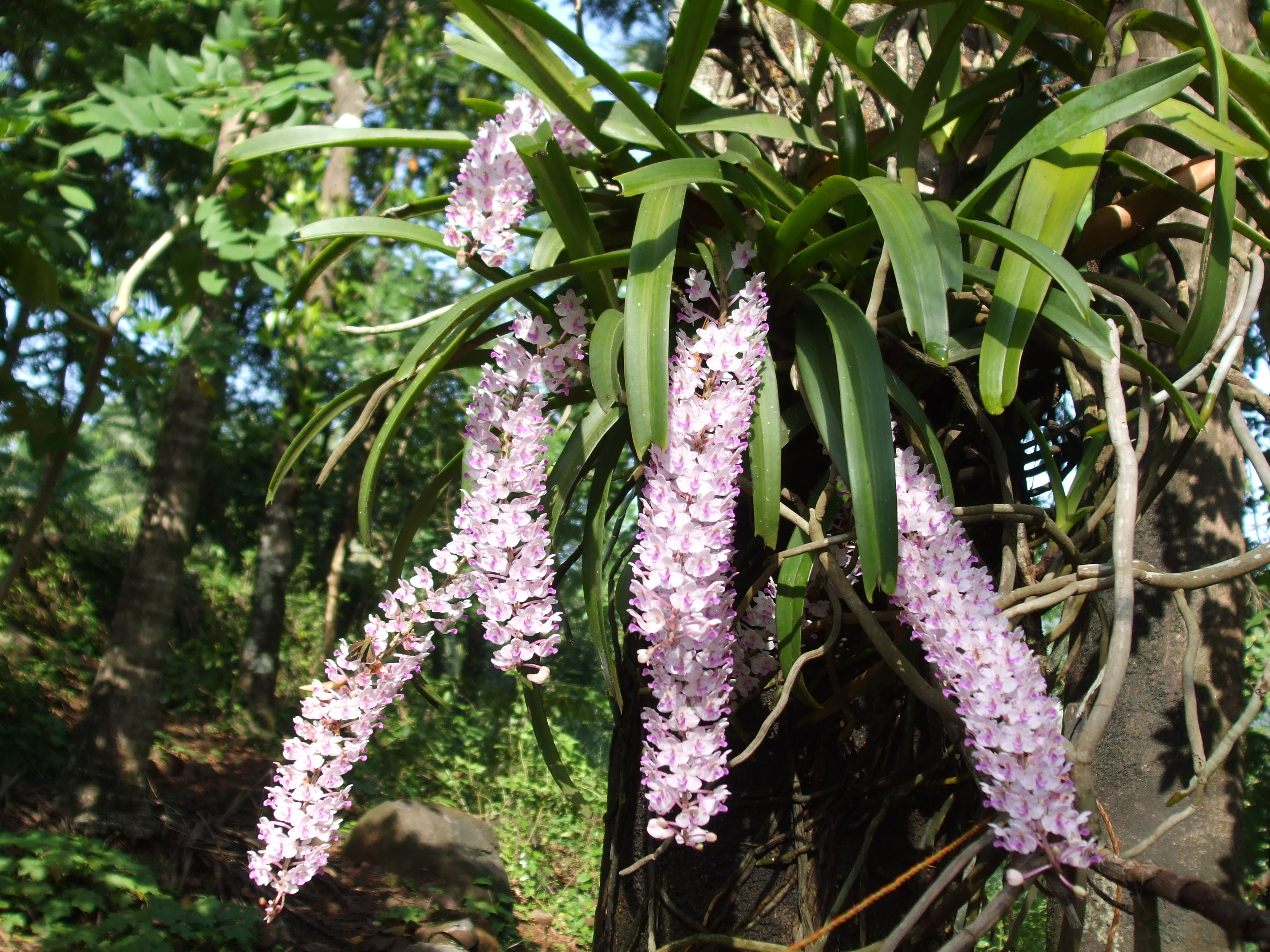